# 계선부표
계선부표(係船浮標)는 항만내의 부두 바깥의 외항에 선박을 계류시켜 정박하기 위한 설비이다. 통상 직경 3m 내외의 원통형의 철제통을 해상에 띄우고 움직이지 않도록 해저에 고정시킨 계선시설로, 부표의 윗부분에 있는 고리에 선박의 로프를 매어서 계류시킨다.